# Hibernare

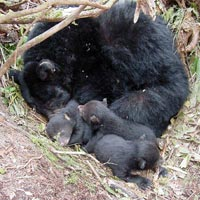
Urşi în stare de hibernare

Hibernarea este o stare de inactivitate și de scădere a metabolismului la animale, caracterizată printr-o temperatură joasă a corpului, respirație lentă și o rată metabolică de bază mai mică. Animalele intră în starea de hibernare mai ales în timpul iernii când aprovizionarea cu alimente este limitată. Rata metabolică micșorată duce la o reducere a temperaturii corpului și nu invers. 